# Skateboard

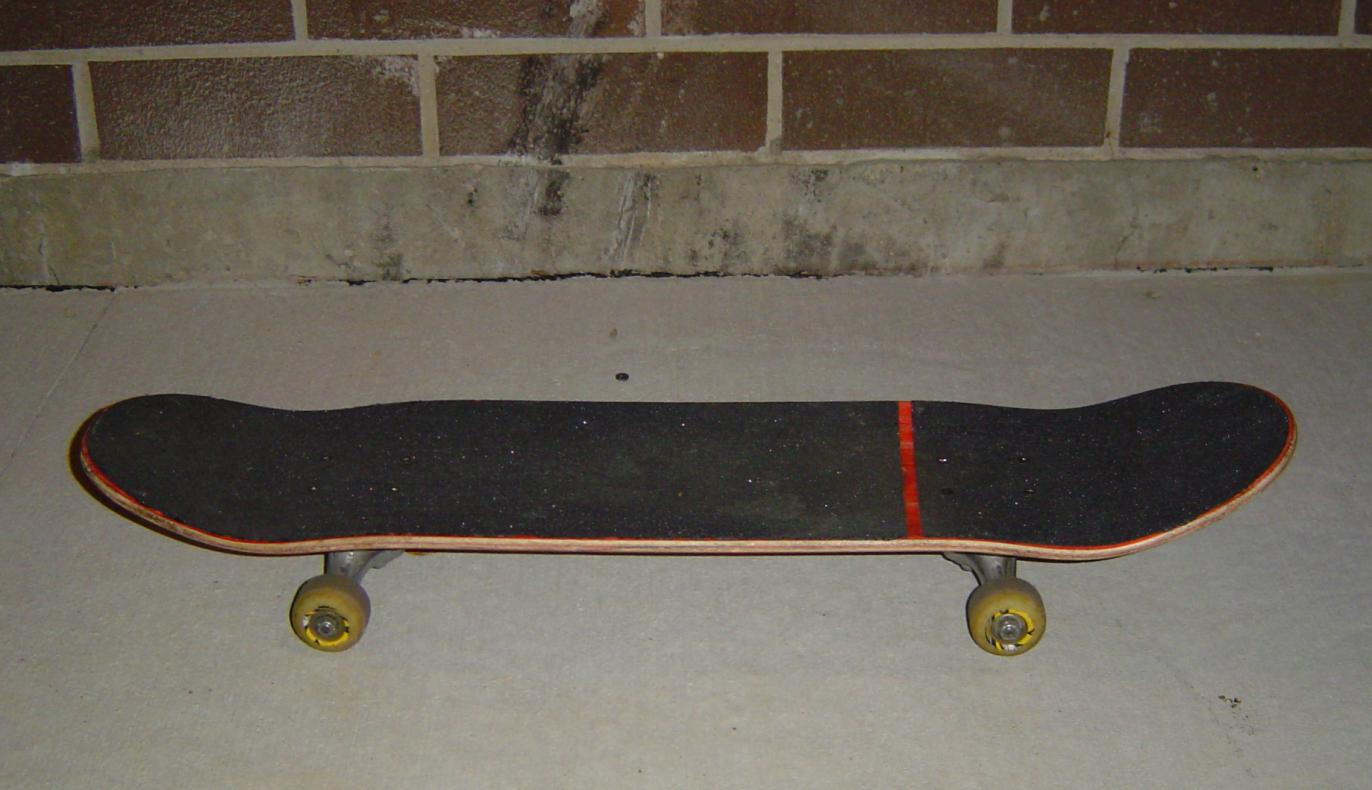
En skateboard.

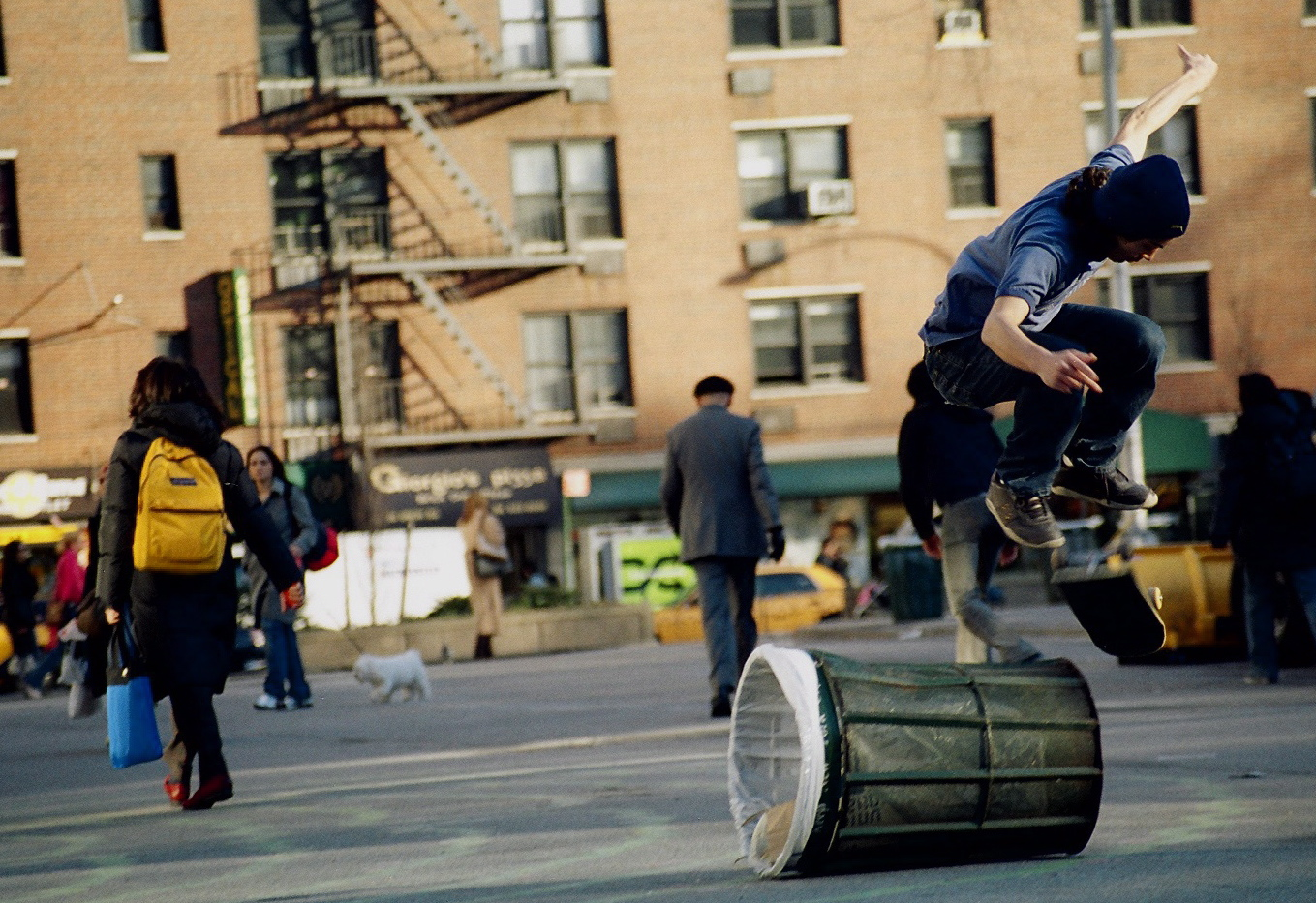
En skateboardåkare på Union Square i New York i februari 2005.

Skateboard eller skejtboard, även rullbräda eller bara bräda, är ett sportfordon i form av en vågböjd bräda med fyra hjul för extremsporten vid samma namn (engelska: skateboarding). Skateboarden lanserades under 1950-talet när surfare ville åka på marken och skateboardåkning har genom åren blivit mer och mer av en sport med många olika världsmästerskap och med miljoner människor världen över som visar intresse för sporten.
Ordet "skateboard" är ett direktlån från engelskan och en direktöversättning skulle vara "skridskobräda", vilket kommer från hjulupphängningen, som är densamma som på gammaldags rullskridskor, det vill säga två axlar (så kallade truckar) fästa på ett sådant sätt att hjulen svänger då brädan/skridskon lutas.

## Historia
Skateboarden har utvecklats och varit olika populär sedan lanseringen i slutet av 1940-talet och början av 1950-talet. Skateboarden härstammar från surfare som ville göra något utanför surfsäsongen. Under den första popularitetsvågen på 1950-talet var brädorna smala och ofta gjorda i ett trästycke. En av tillverkarna, George Powell gjorde sin första skateboard 1957 och skulle med tiden vara en av de främsta som utvecklade konstruktionen. Under 1950-talet användes brädorna för att tävla i strippning (det vill säga slalom), höjdhopp och downhill, där det senare är en form av hastighetstävlingar nedför branta backar. Tidigt började man också göra tricks på plan mark, vilket utvecklades till freestyleåkning.

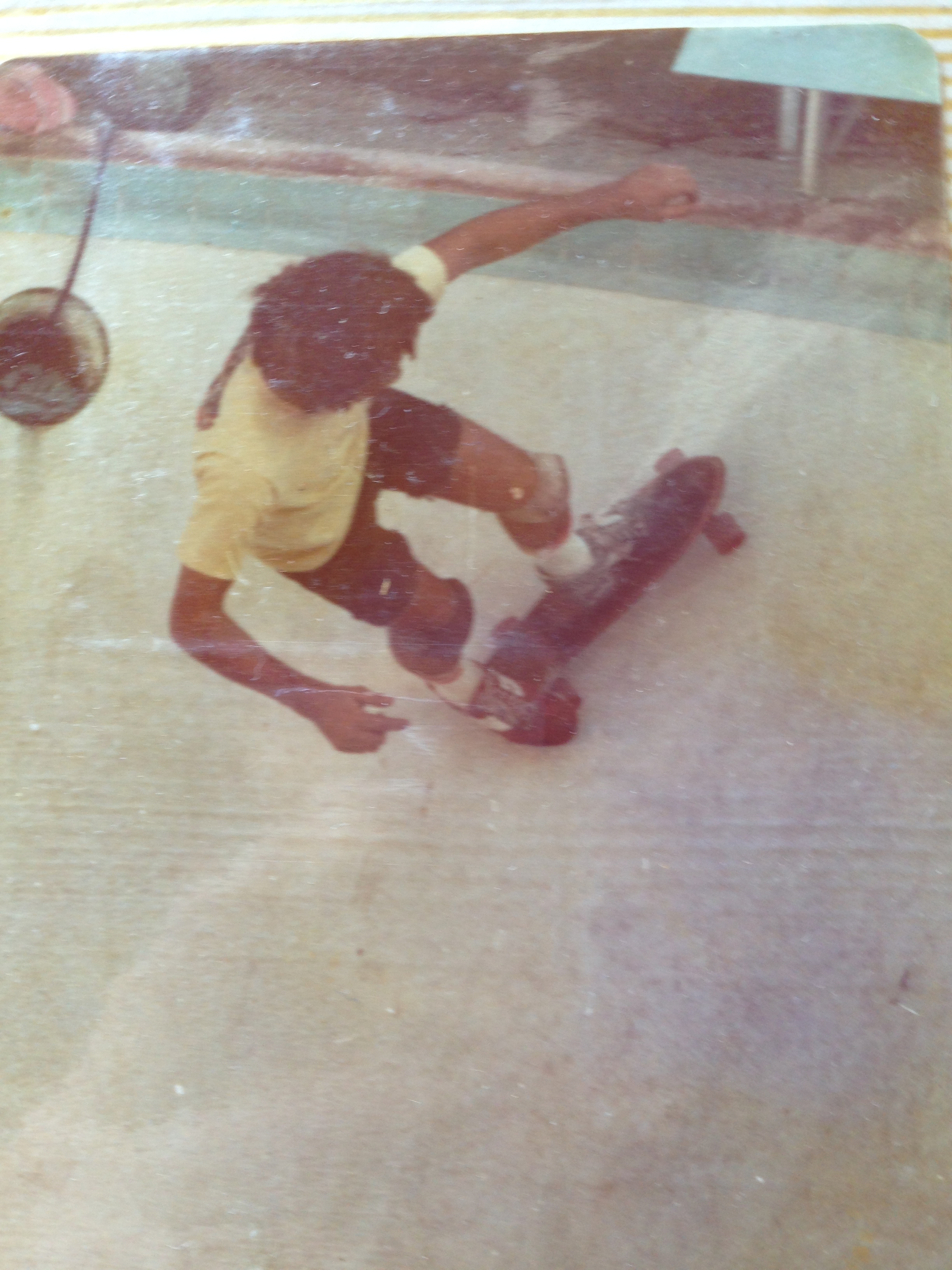
Bill Mooney i en pool, 1970.

Den andra popularitetsvågen kom i mitten av 1970-talet när en ny form av brädor med mjukare hjul introducerades. I Sverige introducerades dessa av Dennis och Henry Bergström som 1975 sålde 40 000 brädor av märket Newporter[källa behövs] vilket resulterade i den första riktiga svenska skateboardvågen. Skateboardstilen vid den här tiden var influerad av de så kallade Z-boys, där Z stod för Zephyr vilket var en skate- och surfbutik i Dogtown i Venice Beach, Kalifornien. Z-boys bestod bland annat av Stacy Peralta, Tony Alva och Jay Adams och de var oslagbara på freestyletävlingar med sin energiska och aggressiva åkstil som blev början på den form som idag kallas street. 1976 revolutionerades skatebordåkningen när Alan "Ollie" Gelfand uppfann "ollie".[källa behövs] Från början var detta ett trick som mest utfördes av åkare i Florida till dess att Gelfand besökte Kalifornien för första gången, sommaren 1978. Ollien blev 1982 en viktig del inom freestyle/flat ground då Rodney Mullen inkluderade detta trick i sin repertoar. Mullen uppfann i samma veva även ett trick, då kallat "Magic Flip", som numer är känt som en kickflip, samt flera andra varianter. Åkare hade nu även börjat åka i torrlagda rundformade swimmingpooler som de ofta fick åtkomst till genom att bryta sig in på tomter för att och därmed dök ännu en ny form av skateboardåkning upp, som kom att kallas för pool eller bowl.

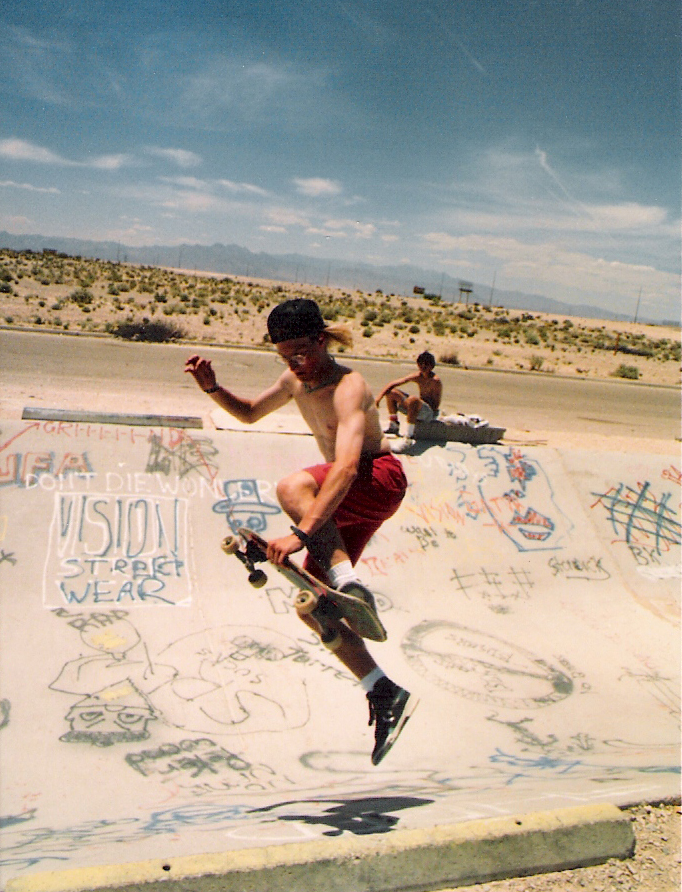
Andy Cvar gör en boneless i Las Vegas 1988, under den tredje skatevågen.

Den tredje vågen inträffade kring mitten av 1980-talet. Vid den här tiden hade brädorna började specialiseras utefter åkstil. Allt eftersom byggdes stora skateboardramper. Man började spela in videofilmer med de populäraste namnen och de stora tävlingarna arrangerades samt sponsrades av skate- och klädmärken. Skateboarding hade blivit en storindustri och några av de största namnen var Tony Hawk, Christian Hosoi och Rodney Mullen. Nu fanns det också speciell utrustning som skydd, hjälmar och liknande.
Den fjärde popularitetsvågen har pågått sedan slutet av 1990-talet. Idag tjänar en professionell skateboardåkare lika mycket som andra professionella idrottsmän i USA. De professionella åkarna får inkomster från sponsorer, det kan gälla provision på antal sålda brädor, hjul eller skor. Vissa åkare specialiserar sig mer på tävlingar och en bra placering i någon stor tävling kan vara värd flera hundratusen kronor. I Sverige är inte industrin lika stark så det finns bara ett fåtal svenskar som är heltidsproffs, ofta med hjälp från utländska sponsorer.
I augusti 2016 beslutade Internationella olympiska kommittén (IOK) att skateboard tillsammans med fyra andra sporter skulle bli nya sporter i det olympiska programmet till olympiska sommarspelen 2020 i Tokyo.

## Utformning av brädan

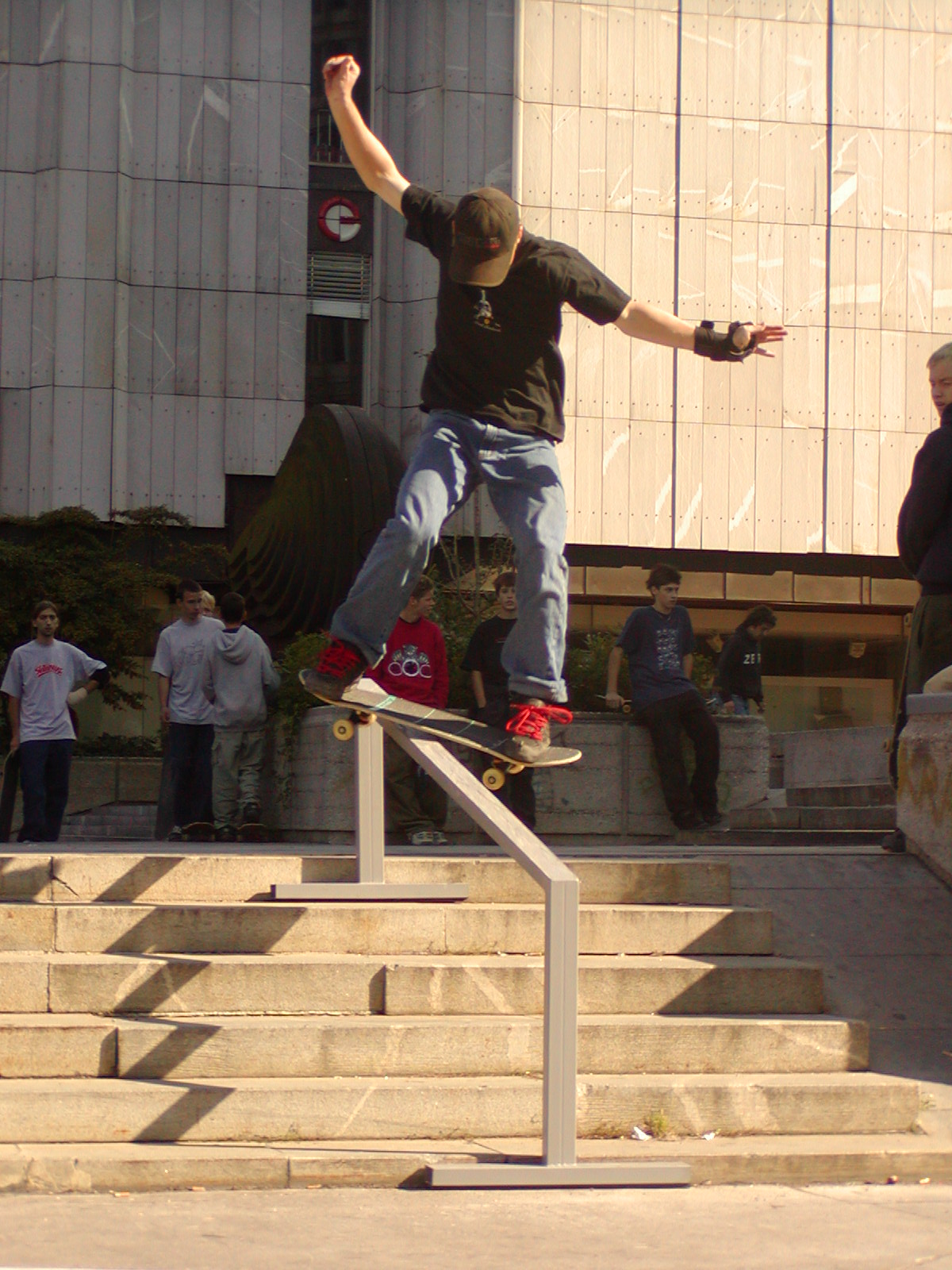
En skateboardåkare gör en Fs Lipslide nedför ett trappräcke, vilket är ett trick som bland annat förekommer inom streetskate.

Skateboarden har haft många former genom historien. Material som har använts har varit trä, plast, metall och kolfiber. De senaste cirka 20 åren har dock skateboarden haft princip samma utformning. En standardskateboard är idag cirka 80 cm (31,5 tum) lång och består av 7 lager kanadensisk lönn med uppböjd bak- och framdel, tail respektive nose. Den raka delen mellan nosen och tailen har en konkav form som är olika djup beroende på modell. Brädornas bredd är cirka 19-21,5 cm (7,5-8 tum). Hjulen sitter på ledad hjulupphängning, så kallade truckar, strax nedanför tailen respektive nosen.

## Stilar eller åksätt

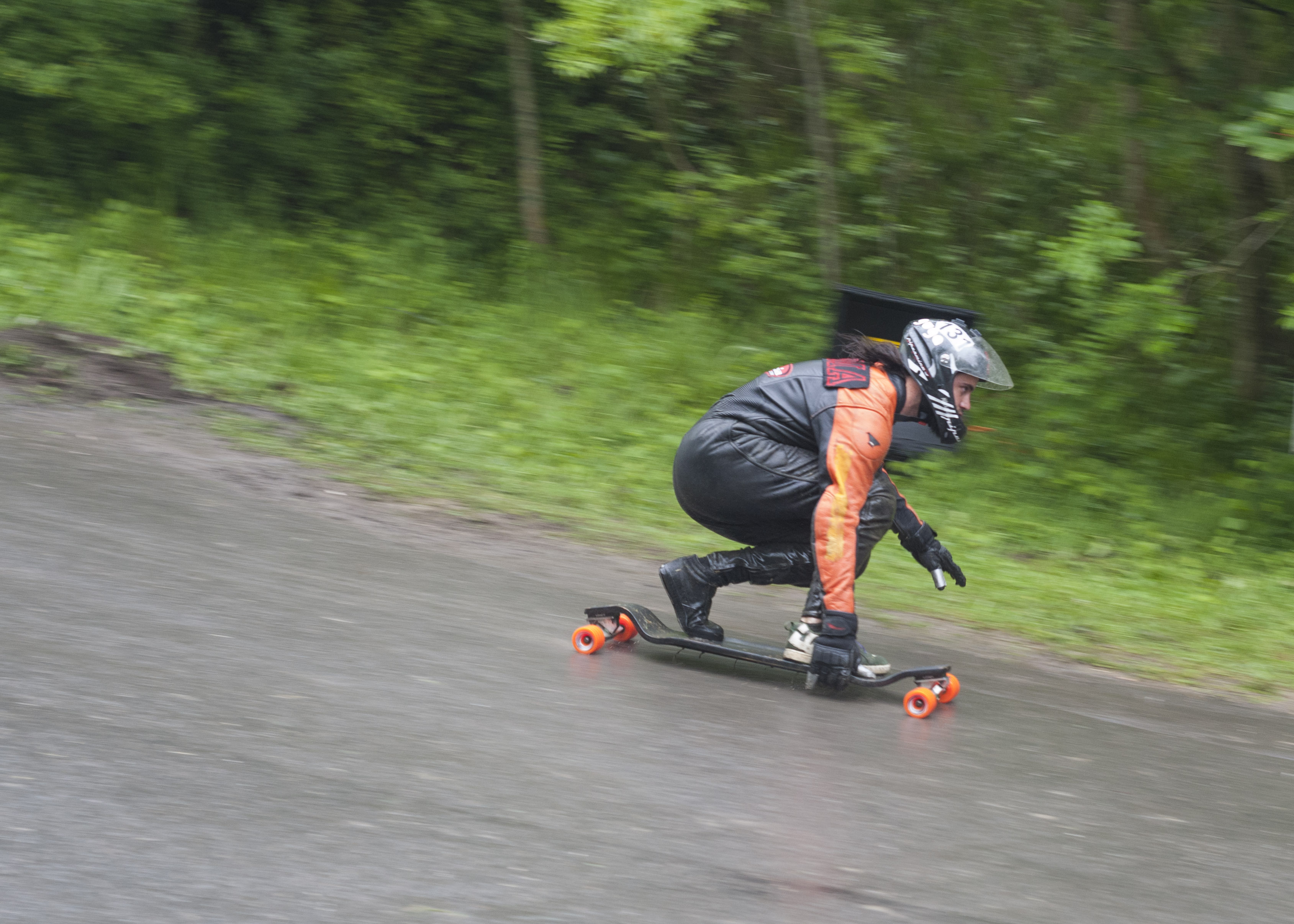
Downhill är en av de ursprungliga skateboardstilarna som upplevde en tydlig popularitetssvacka under 1990-talet men som återkommit i och med det förnyade intresset för longboard och den tekniska utvecklingen av dessa brädor.

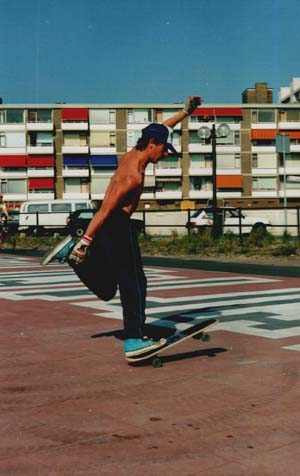
Grunderna till freestylestilen utvecklades redan under 1950-talet. Här är ett foto från 1989 på en freestyleåkare som gör en tailwheelie.

Skateboardåkningens stilar eller åksätt har varierat och utvecklats genom åren, detsamma gäller populariteten för dem.

### Downhill
Downhill är en skateboard-stil som utförs i en backe. Man power-slidar och kör tävlingar i backar med korta longboards som har mjukare hjul, för att underlätta önskat grepp vid skarpa svängar, många av brädorna är också tillverkade med ett hårt icke flexande span för att öka stabilitet och vridstyvhet.

### Freestyle
Dagens streetstil utvecklades ur freestylen (även kallat flat ground) som är en ursprunglig stil med låg fart, många fingerflips, spins och akrobatik. Ofta var freestylebrädan smalare, mindre och rakare, med lång tail och nose.

### Longboarding
På en Longboard brukar man åka i hög fart ner för en brant backe. Man kan också tävla i Longboard. Men nu för tiden är det många som också använder den till att ta sig fram med på platt mark.

### Rampåkning
Åkning i olika former av böjar, så kallade transitions. De flesta transitions är konstruerade symmetriska, men det finns även osymmetriska och elliptiska transitions. Man brukar kategorisera ramper i följande kategorier.
- Bowl/pool
- Vertramp
- Megaramp
- Miniramp
- Quarterpipe

### Slalom
Slalom var det första erkända sättet att utöva skateboardåkning på. Inom skateboardslalom finns ett antal grenar, precis som i alpin slalom. De vanligast förekommande är:
- Rak
- Special
- Hybrid
- Storslalom

### Streetskating
Uttrycket streetskate kommer från att man från början åkte på naturliga hinder på gator och torg. Numera byggs dessutom speciella skateparker för streetskateboardåkning. De flesta streettrick bygger på någon form av ollie. Boardslides och grinds i olika kombinationer är dessutom vanliga trick. Street är idag den vanligaste åkstilen inom skateboard.

## Skateboardtrick
Här följer en kort uppräkning av några grundläggande trick som sedan kan förändras, utvecklas och adderas. 
- ollie - att "hoppa" med brädan
- aerials eller airs - trick i luften med brädan
- grabs - att ta tag i brädan med handen
- grinds - att glida på skateboardens truckar på något
- slides - att glida på brädans undersida på något
- flips - att snurra brädan, oftast vågrätt
- varials
- 180/360-spin - att snurra med brädan i 180 el. 360 grader. (Det finns längre spins som t.ex. 900)

## Kända skateboardåkare genom tiderna (i urval)
Födelseland och ungefärligt tidsintervall då de var som mest aktiva. I alfabetisk ordning.
| - Jay Adams, USA, 1970 - Tony Alva, USA, 1970 - Mark Appleyard, Kanada, 2000- - Ali Boulala, Sverige, 1995-2005 - Bob Burnquist, Brasilien, 1990-2015 - Steve Caballero, USA, 1980-2000 - Kareem Campbell, USA, 1990-2000 - Shane Cross, Australien, 2000 - Rob Dyrdek, USA, 1990-2000 - Mark Gonzales, USA, 1980-2000 - Nicky Dean Guerrero, Danmark, 1985-1992; 2010- - Tommy Guerrero, USA, 1980 - Tony Hawk, USA, 1980-2000 - Per Holknekt, Sverige, 1980 - Nyjah Huston, USA, 2000- - Natas Kaupas, USA, 1980-1990 - Eric Koston, USA, 1990-2007 |  | - Jason Lee, USA, 1980-1990 - Tony Magnusson, Sverige, 1980-2010 - Bam Margera, USA, 1990-2000 - Mike McGill, USA, 1980-1991 - Lance Mountain, USA, 1980-1991 - Rodney Mullen, USA, 1971-2000 - Tim O'Connor, USA, 2000 - Ben Pappas, Australien, 1990-1997 - Tas Pappas, Australien, 1990-2000 - Tom Penny, England, 1990-2000 - Stacy Peralta, USA, 1970-1980 - Paul Rodriguez Jr., USA, 2000 - Arto Saari, Finland, 2000 - Ryan Sheckler, USA, 2004- - Mike Vallely, USA, 1980-1990 (AKA. Mike V) - Danny Way, USA, 1980-2000 - Per Welinder, Sverige, 1980 |

## Kontroverser och lagstiftning
Mellan 1978 och 1989 var skateboard totalförbjudet i Norge. Norge var då det enda landet i världen där det var förbjudet att sälja, köpa eller använda skateboard. Den norska dokumentärfilmen Brettkontroll som kom 2006 dokumenterade förbudet och den första generationen med skateboardåkare i Norge.